# Kronberger Fehde

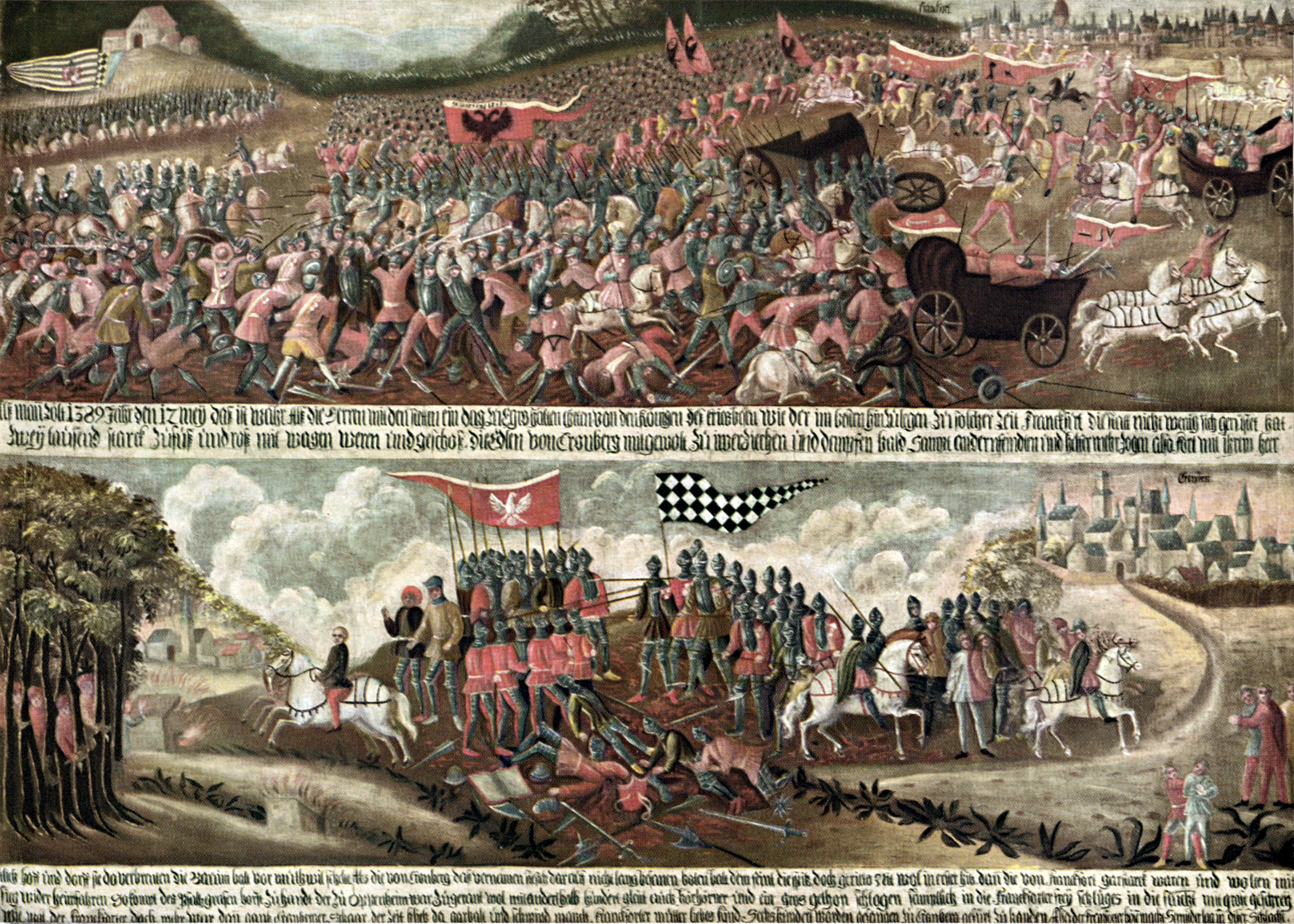
Niederlage der Frankfurter in der Schlacht bei Eschborn im Jahr 1389
(Ölgemälde auf Holz, um 1500, heute im Historischen Museum Frankfurt)

Die Kronberger Fehde führte die Reichsstadt Frankfurt am Main im Städtekrieg des zweiten Rheinischen Städtebunds im Jahr 1389 gegen eine Reihe von Adligen des Umlandes, darunter Ruprecht II. von der Pfalz, der junge Ulrich V. von Hanau und eine große Zahl niederer Adliger, wie die Ritter von Cronberg. Die Fehde erlangte Berühmtheit wegen der Schlacht bei Eschborn, in der die Reichsstadt am 14. Mai 1389 die größte militärische Niederlage ihrer Geschichte erlitt.

## Vorgeschichte

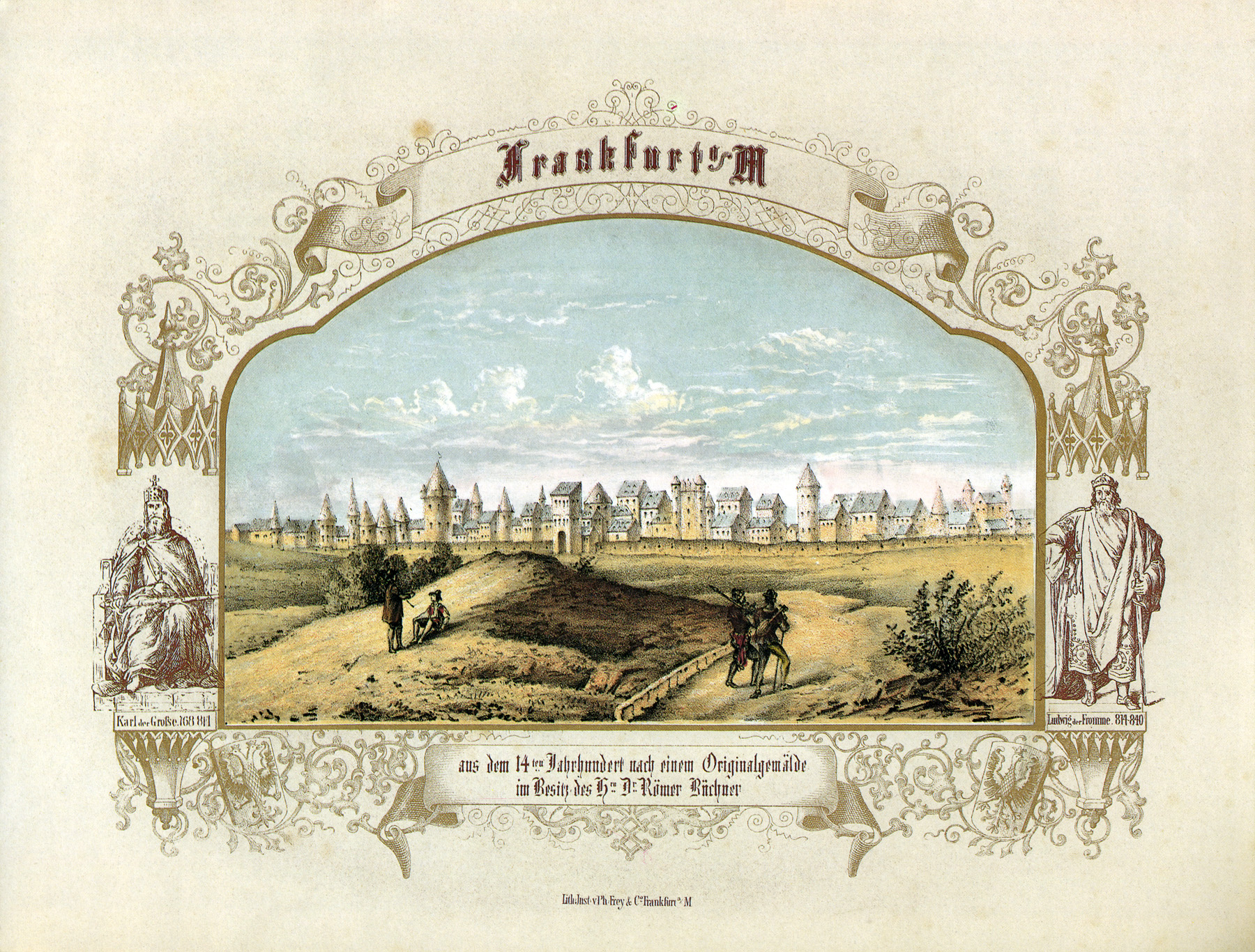
Historisierende Ansicht von Frankfurt am Main im 14. Jahrhundert, 1860
(Chromolithografie von Johann Friedrich Anton Rau)

Die prosperierende Reichsstadt Frankfurt geriet im Spätmittelalter zunehmend in Konflikt mit den Adligen des Umlandes. Bereits seit 1344 besaß die Stadt durch königliches Privileg Ludwigs des Bayern das Recht, Bündnisse einzugehen und seit 1356 war sie zur militärischen Selbstverteidigung berechtigt. Die Anlässe für Auseinandersetzungen waren zahlreich: Landesherren wie Ulrich III. von Hanau versuchten, ihren Einfluss in der Stadt zu stärken. 1363 konnte der Frankfurter Patrizier Siegfried zum Paradies die Hanauer Pfandschaft über das Amt des Reichsschultheißen erwerben. 1372 ließ der Rat durch Kaiser Karl IV. für 8800 Gulden Ablösesumme das Schultheißenamt an Schöffen, Bürgermeister, Bürger und Rat der Stadt Frankfurt am Main verpfänden. Zusammen mit dem Erwerb des Frankfurter Stadtwalds im selben Jahr sicherte dieser Schritt endgültig die Unabhängigkeit der Stadt von den regionalen Territorialherren.
Grundlage der Frankfurter Außenpolitik jener Zeit waren die zwischen 1285 und 1374 immer wieder erneuerten Bündnisse mit den wetterauischen Reichsstädten Wetzlar, Friedberg und Gelnhausen und die regelmäßige Teilnahme an bewaffneten Bündnissen gegen Landfriedensbrecher aus dem niederen Adel, dessen wirtschaftlicher Niedergang in dieser Zeit einsetzte.
Viele Ritter der Umgebung wurden zu Überfällen auf Kaufleute verleitet, die zur Frankfurter Messe unterwegs waren. Daraus resultierte das sogenannte Raubrittertum. Die Stadt konnte auf zwei Wegen auf diese Bedrohung ihrer Interessen reagieren: Entweder nahm sie die Fehde auf und erwiderte die Feindseligkeiten oder sie nahm die Adligen in ihre Dienste, was oft als Mittel zur Beilegung längerer Fehden genutzt wurde.
Entschied man sich für die Fehde, konnten die Maßnahmen von einfachen Überfällen Frankfurter Soldaten auf gegnerischen Besitz bis zu großangelegten Strafaktionen mit der Erstürmung von Burgen reichen. In zahlreichen Fällen hatte die Stadt Burgen angegriffen oder zerstört, von denen Raubüberfälle ausgingen, etwa in der Falkensteiner Fehde 1364–66, die Schelmenburg 1381/82, die Burg Bommersheim im Frühjahr 1382 oder Burg Tannenberg (1399) und viele mehr. Auch wurden „Kopfgelder“ ausgesetzt, so schrieb z. B. am 14. Juni 1377 die Stadt Frankfurt Belohnungen in Höhe von je 100 Gulden aus für die Ergreifung von Ulrich II. von Cronberg, dessen Söhnen Philipp und Frank sowie von Emmerich Kobel und Henne von Reifenberg (u. a.). Zuvor stattgefundene Vermittlungen durch den Mainzer Erzbischof, in dessen Diensten Ulrich von Cronberg 1354 bis 1386 als Vizedom stand, waren offensichtlich gescheitert.
Diese Aktionen trugen jedoch oft zur Verschärfung der Feindschaften bei. Erschwerend kam hinzu, dass viele Niederadlige der Region durch Verwandtschaft, Ganerbschaft in Burgen und gemeinsamen Besitz miteinander verbunden waren und niemals einem Einzelnen die Fehde angesagt wurde. Zwischen 1381 und 1425 war Frankfurt in mindestens 229 Fehden verwickelt, was einem Durchschnitt von fünf neu erklärten Fehden jährlich entsprach.
Viele dieser Fehden waren aufgrund der Bündnispflicht des zweiten Rheinischen Städtebundes, der 1381 mit dem Schwäbischen Städtebund zum Süddeutschen Städtebund zusammengeschlossen wurde, angesagt. Größere und kleinere Adlige hatten sich seit 1379 in der Gesellschaft mit dem Löwen zusammengeschlossen, die aber 1389 nicht mehr bestand.
Im Städtekrieg hatte sich im Herbst 1388 die Situation Frankfurts stark verschlechtert. Nach der für die schwäbischen Städte verlorenen Schlacht bei Döffingen im August 1388 hatten die Städte bei Worms gegen Ruprecht von der Pfalz im November eine weitere Niederlage erlitten. An beiden Schlachten waren Frankfurter Kontingente beteiligt. Am 16. Februar 1389 erklärten Ulrich von Hanau, Johann, Walther und Frank von Cronberg sowie Cuno von Reifenberg als Helfer des Pfalzgrafen der Stadt die Fehde. Bis zum 11. Mai erhielt die Stadt weitere 200 Widersagebriefe von Helfern der Genannten oder des Pfalzgrafen. Von den anderen Mitgliedern des Städtebunds war keine Unterstützung zu erwarten.

## Verlauf

### Vorbereitung und Kriegszug nach Kronberg

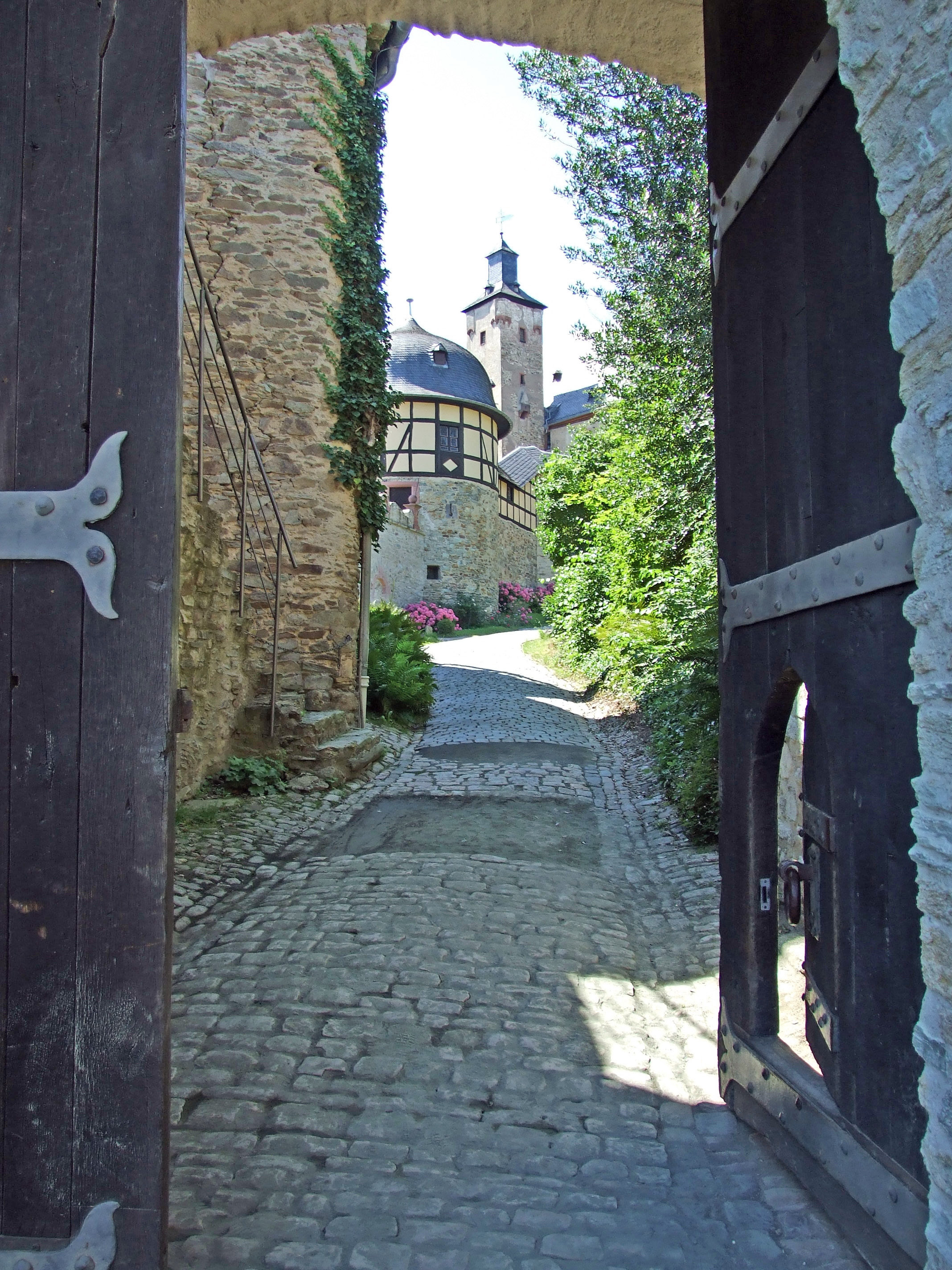
Eingang zur Burg Kronberg

Angesichts dieser ungünstigen Voraussetzungen blieb die Stadt nicht untätig: Die Niddabrücke bei Nied wurde abgebrochen und die Burgen in Bergen, Bonames und Rödelheim mit Mannschaften verstärkt. Söldner zogen aus und brannten Wallau nieder. Auf der Gegenseite nahmen die Cronberger mehrere Sachsenhäuser in den Weinbergen gefangen, konnten aber nicht in Sachsenhausen eindringen.
Im März 1389 sandte der Frankfurter Rat Nachrichten und Bitten um Beihilfe an die verbündeten Städte, doch ohne Erfolg. Man schickte eine Gruppe von elf Gesellen unter der Leitung des Feuerschützen Heinrich Becker aus Niedererlenbach in den Kronberger Wald, um Bäume zu fällen oder zu schälen. Ziel waren wohl die heute noch bestehenden Edelkastanienhaine, auch ein (cronbergischer) Hof in Wallau und ein Haus in Höchstadt wurden verbrannt.
Im Mai 1389 entschloss sich die Stadt zu einer größeren Offensive. Ein Bürgeraufgebot von etwa 1500 bis 2000 Mann wurde zusammen mit wenigen Söldnern ausgerüstet und am 13. Mai gegen die Burg Kronberg gesandt, die als Sitz mehrerer Raubritter galt. Die Streitmacht bestand aus den Angehörigen der vornehmen Ratsgeschlechter mit ihren Knechten, darunter Johann, Herrmann, Henne und Siegfried von Holzhausen, Henne von Glauburg, Henne und Heinz Frosch, Contze zum Römer, Hene von Marburg, Heinrich Wysse zum Rebstock, Wigel Weidenbusch und Rule Schweinheim sowie der Schultheiß Winther von Wasen. Die große Zahl der Fußtruppen stellten die einzelnen Zünfte, die ihre Zunftfahnen mitführten und unter dem Befehl des älteren Bürgermeisters Jeckel Lentzel standen. Die Truppe wurde von Stadthauptmann Philipp Breder von Hoenstein (Hohenstein) kommandiert und rückte unter dem städtischen Banner (schwarzer Doppeladler im roten Felde) aus.
Um nicht zu früh vom Turmwächter der Burg gesehen zu werden, marschierte die Truppe nach dem Niddaübergang bei Rödelheim über Sulzbach und Niederhöchstadt. Obwohl die Burg nur schwach bemannt war, unternahmen die Cronberger einen Ausfall. Sie wurden zurückgeschlagen und einige von ihnen gefangen genommen. Wenigstens gelang es, Boten zum Pfalzgrafen nach Oppenheim zu senden. Während die Frankfurter Streitmacht die Burg einschloss, wurden 150 Gleven kurpfälzischer Reiter und auch ein hanauisches Hilfskontingent entsandt. Die Nachricht machte eine Fortsetzung der Angriffe gefährlich, deshalb lagerten die Frankfurter am 13. und 14. Mai noch auf Cronberger Gebiet, schickten ihre Gefangenen nach Frankfurt und fuhren mit den Brandstiftungen und Schälungen (an Obst- und Kastanienbäumen) im südwestlich von Kronberg gelegenen Wald fort.

### Schlacht bei Eschborn
Am 14. Mai 1389 griff die vereinigte Streitmacht der Pfälzer, Hanauer und Cronberger, nach Kirchner insgesamt etwa 400 Reisige, die Frankfurter bei Eschborn an. Dabei erwiesen sich die zahlenmäßig größeren städtischen Aufgebote den Cronbergern und ihren Verbündeten, darunter adlige Berufssoldaten, als deutlich unterlegen. Die Limburger Chronik (von 1617) berichtet (sinngemäß übertragen):

„...da waren die von Frankfurt ausgezogen mit mehr als 1500 wohl ausgerüsteten Leuten mit Hauben, Harnischen und Beinschienen. Und sie kamen vor Kronberg auf die Feinde. Und die Feinde waren die von Cronberg und hatten etwa 100 Ritter und Edelknechte und die Mannschaft des Fleckens Kronberg. Und sie schlugen die Frankfurter, so daß etwa 100 erschlagen und mehr als 600 gefangen wurden. So schlug der kleine Haufen den großen Haufen nieder, was kein Wunder war, denn der große Haufe floh und der kleine stritt. […] O Frankfurt! Frankfurt! Gedenke dieser Schlacht!“

Nach Kirchner hielten die Frankfurter ihre Glieder während des ersten Aufeinandertreffens in guter Ordnung und warfen den Cronberger Ansturm zurück. Erst der Angriff der kurpfälzischen Reiter, die Sonne und Wind im Rücken hatten, brachte einen Flügel der städtischen Streitmacht ins Wanken. Schließlich gelang es den beim ersten Treffen gefangen genommenen Cronbergern, sich ihrer Waffen zu bemächtigen und sie gegen ihre Bewacher zu wenden; ihr erneuter Angriff, diesmal in den Rücken der Frankfurter, führte zu einer regellosen Flucht des Frankfurter Fußvolkes, die schließlich auch die Frankfurter Reisigen mitriss.
Die Frankfurter hatten 40 bis 100 Tote, etliche Verwundete und mindestens 612 Gefangene zu beklagen. Drei Rüstwagen und das Stadtbanner (Schwarzer Doppeladler auf rotem Grund, danach wegen des Verlustes weißer Adler auf rotem Grund) gingen verloren. Unter den Gefangenen befanden sich auch Ratsherren und zwangsrekrutierte Mitglieder der Zünfte, vor allem Metzger, Schlosser, Schuhmacher und alle Bäcker der Stadt. Die relativ geringe Zahl an Gefallenen gegenüber den Gefangenen erklärt sich aus der regellosen Flucht sowie der Tatsache, dass für letztere ein Lösegeld gefordert werden konnte. Dass die Cronberger und ihre Verbündeten nicht unverzüglich die Stadt angriffen, die den größten Teil ihrer Verteidiger verloren hatte, ist möglicherweise auf die hereinbrechende Nacht zurückzuführen.

## Folgen
Die Cronberger nahmen 612 Gefangene, von denen 218 nach Kronberg, 166 nach Hanau, 89 nach Windecken, 110 nach Babenhausen, 27 nach Umstadt sowie 2 (Winter von Wasen und Rule von Schweinheim) nach Lindenfels verbracht wurden. Um die Gefangenen auszulösen, musste Frankfurt die Summe von 73.000 Gulden gut von golde vnd von muntze swer von gewichte (wahrscheinlich bezogen auf die sog. Rheinischen Gulden Mainzer oder Frankfurter Prägung; Raugewicht 3,543 g, Feingehalt 23½ Karat, Feingewicht 3,469 s. Gulden) unter Benennung von zahlreichen Bürgen aufbringen: in 6 Terminen zahlbar den ersten Martini 1389 mit 13.000 fl und dann jedes Jahr bis Walpurgis 1394 12.000 fl. Hinzu kam der Frankfurter Anteil an 60.000 Gulden Reparationsforderungen des Städtebunds sowie Ansprüche geschädigter Dorfbewohner und des niederen Adels. Insgesamt betrug die Schuld etwa das Doppelte der jährlichen Durchschnittseinnahmen der Stadt, die über kein Barvermögen verfügte. Die zur Deckung der Verbindlichkeiten aufgenommenen Schulden waren deshalb noch über 100 Jahre später nicht vollständig getilgt.
Besonders wichtig für die Stadtkasse wird gewesen sein, dass die Messen ungestört stattfinden konnten. Mit den ehemaligen Gegnern der Kronberger Fehde schloss Frankfurt später Bündnisverträge ab. Ulrich von Hanau gewährte der Stadt 1394 ein Öffnungsrecht für seine Burgen im gemeinsamen Kriegsfall bei gegenseitiger Kriegshilfe. Ebenfalls 1394 verpflichtete die Stadt Hartmut VI. von Cronberg für zwei Jahre als Amtmann von Bonemese, Nieder-Erlenbach, Durckelwyl, Sultzbach und Soden mit Wohnsitz in der Burg zu Bonemese. 1395 schloss sie ein Bündnis mit Johann von Cronberg. 1398 sicherte Frankfurt sich ein Privileg König Wenzels zum Bau der Frankfurter Landwehr, die das direkte Vorfeld der Stadt im Falle kleinerer kriegerischer Auseinandersetzungen schützte.
Die Beteiligung an Fehden war in der Folgezeit aber nicht rückläufig, wobei die Stadt nur noch zweimal als Fehdeeröffnender auftrat. Die übrigen 107 mal wurde der Stadt die Fehde erklärt. Die Gegner wussten vermutlich genau um die geschwächte Situation der Stadt. Frankfurt setzte jedoch statt auf militärische Mittel künftig stärker auf die Macht des Geldes und der Verträge, indem sie die umliegenden Adligen nach und nach in ein Geflecht von gegenseitigen Abhängigkeiten und Verpflichtungen einbezog, das die städtischen Interessen, insbesondere die Handelswege und Messen, letztlich effektiv schützte.
Innenpolitisch ließ sich der in der Mehrheit aus Patriziern bestehende Rat 1390 eine Verfassungsänderung von König Wenzel genehmigen. Der Rat wurde von 43 auf 63 Mitglieder vergrößert, von denen immer jeweils lediglich 21 im Wechsel für ein Jahr den sitzenden Rat, eine Art Exekutive, bildeten. Da die Ratsherren nur durch Sitzungsgelder bei tatsächlicher Anwesenheit „entlohnt“ wurden, war dies eine wirksame Sparmaßnahme. Die übrigen Ratsherren wurden als Legislative bei wichtigen Entscheidungen konsultiert. Ab 1396 wurden infolge einer Rachtung jährlich drei statt bisher zwei Bürgermeister gewählt, davon einer aus der Schöffenbank, einer aus der Gemeinde und einer aus den Zünften. Erst 1408 war die Krise infolge der Kronberger Fehde soweit überwunden, dass die Stadt – offenbar mit Zustimmung der Bürger – ihre „Notstandsverfassung“ wieder aufgab und zur früheren Verfassung zurückkehrte. Dies geschah durch kollektiven Austritt von 20 Ratsherren. Auch das Amt des dritten Bürgermeisters entfiel künftig wieder.
Es gab bzw. gibt verschiedene bildliche Darstellungen der Schlacht bei Eschborn. In einer Erbteilung von 1434 wird das gewirckt duoeh das der stridt heisset erwähnt. Der von Lersner erwähnte große uhralte Teppich worauf die Schlacht gewirkt war in der 1692 aufgestellten Inventarliste der Burg schon nicht mehr aufgeführt, allerdings ein gar groß Schilderei, worauf die zwischen den Frankfurtern und Cronbergern fürgegangene Schlacht dargestellt war, die wohl um 1500 zum Gedenken an die Schlacht angefertigt wurde (dieses Exemplar hängt bis heute auf der Burg) wie auch ein weiteres, das sich seit Anfang des 19. Jahrhunderts im Historischen Museum befindet, nachdem es nach den Revolutionswirren und der Auflösung von Kurmainz bei Johann Karl von Fichard landete, der es zunächst der Stadtbibliothek übereignete. Eine weitere Kopie fand sich im Nachlass des Historikers Benedict Jacob Römer-Büchner (heute auf Schloss Assenheim), von dem allerdings angenommen wird, dass es sich um ein vom Mainzer Kurfürsten 1728 in Auftrag gegebenes Werk handelt.
Nach einer Frankfurter Sage hat ein Ritter von Cronberg aufgrund einer Begebenheit in der Schlacht seinem Wappen die Eselsohren als Helmzier hinzugefügt. Nachdem sein Pferd erstochen worden war, soll er sich mangels eines anderen verfügbaren Reittieres auf einen Esel gesetzt haben, der ausschlug und ihn vor Schreck mitten in das Schlachtgetümmel trug, was angeblich zum Sieg der Cronberger geführt hat. Tatsächlich ist die Helmzier des sogenannten »Ohrenstamms« der Cronberger aber bereits auf Frank VIII. von Cronberg zurückzuführen, der wohl Teil der Gesellschaft mit dem Esel war und zum Zeitpunkt dieser Schlacht bereits ein Jahrzehnt verstorben war.

## Schiefer Wald

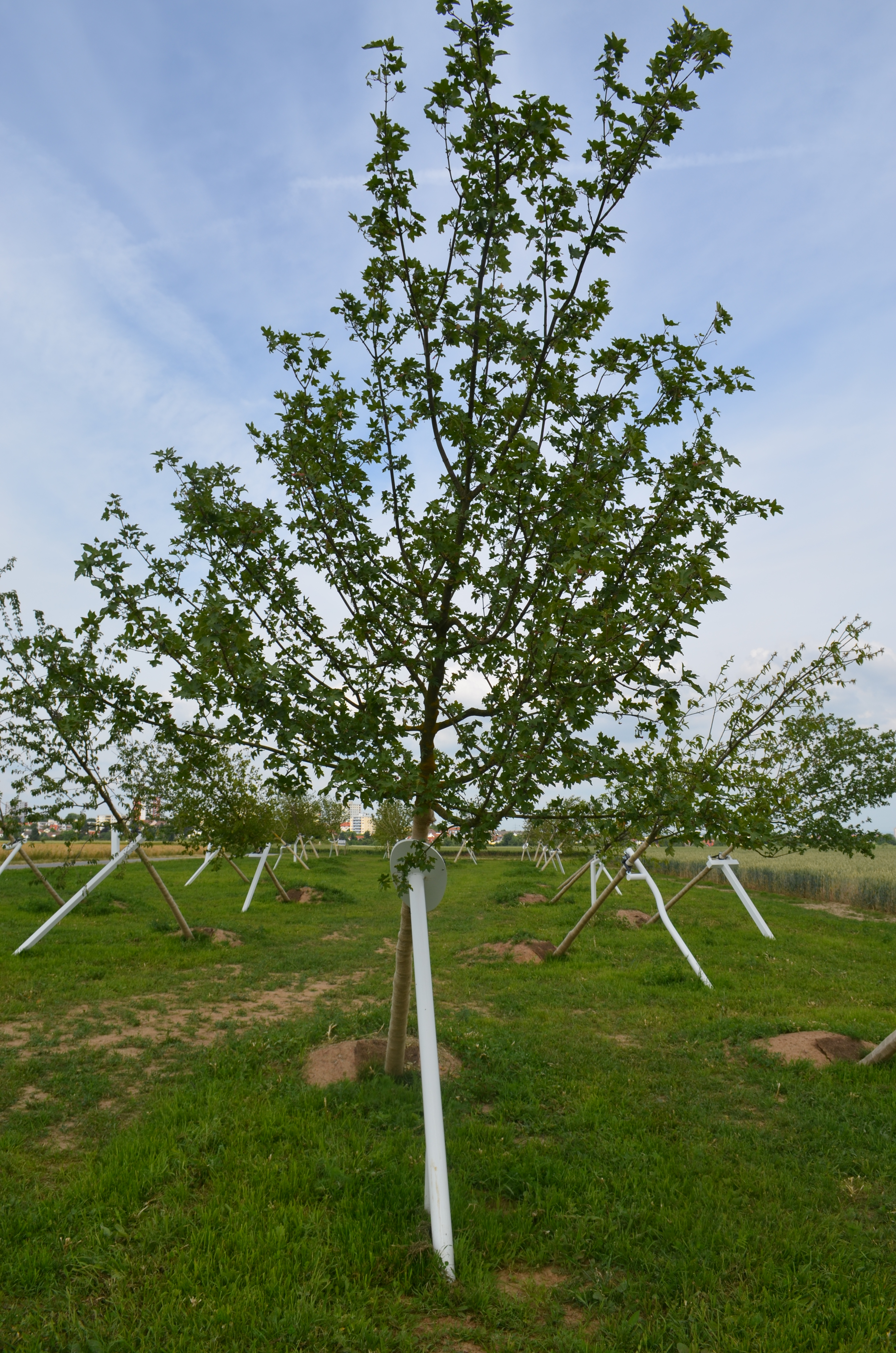
Schiefer Wald

2014 pflanzten die Hamburger Künstler Ulrich Genth und Heike Mutter sechsundzwanzig Bäume auf einen ehemaligen Acker in Schieflage. Die Bäume werden durch Stahlhalterungen unterschiedlicher Formen in Schräglage gehalten. Das Kunstwerk Schiefer Wald soll an die Schlacht bei Eschborn erinnern.